# Лекомцев, Владислав Алексеевич
Владислав Алексеевич Лекомцев (род. 8 декабря 1994 года, деревня Ромашкино, Удмуртия, Российская Федерация) — российский спортсмен. Двукратный Чемпион Паралимпийских игр 2014 года по биатлону и лыжным гонкам, трёхкратный бронзовый призёр этих игр по лыжным гонкам. Четырнадцатикратный Чемпион мира по лыжным гонкам и биатлону спорта лиц с поражением опорно-двигательного аппарата. Десятикратный победитель Общего зачета Кубка Мира и обладатель специальной награды «Хрустальный Глобус». Заслуженный мастер спорта России (11 марта 2014 года).
С 11 октября 2018 года Региональный Посол ГТО (Посол всероссийского физкультурно-спортивного комплекса «Готов к труду и обороне»(ГТО) в Удмуртской Республике.

## Биография
Владислав Лекомцев помогал старшим в своей родной деревне убирать урожай и потерял руку, попавшую в механизм сельскохозяйственной машины. Занятия спортом помогли ему вновь обрести себя в активной жизни.
С 2010 года — член спортивной сборной команды России по спорту лиц с поражением опорно-двигательного аппарата (дисциплина — лыжные гонки и биатлон).
Окончил Удмуртский государственный университет по специальности «психолог».
Спортсмен-инструктор ФГБУ «Центр спортивной подготовки сборных команд России».

## Спортивные достижения
Паралимпийские игры
- Золото (2014 год,) — биатлон, 7,5 км, мужчины, стоя[3];
- Золото (2014 год) — лыжные гонки, открытая эстафета 4 x 2,5 км;
- Бронза (2014 год) — лыжные гонки, 20 км, мужчины, стоя[3];
- Бронза (2014 год) — лыжные гонки, спринт свободным стилем, 1 км, мужчины, стоя.
- Бронза (2014 год) — лыжные гонки, 10 км свободным стилем, мужчины, стоя.

Чемпионаты мира
- Золото (2013 год) — лыжные гонки, 10 километров классическим стилем[4]
- Золото (2013 год) — лыжные гонки, спринтерская гонка классическим стилем[5]
- Золото (2013 год) — лыжные гонки, лыжная эстафета[6]
- Золото (2015 год) — биатлон, спринтерская гонка 7,5 километров
- Золото (2015 год) — биатлон, средняя дистанция 12,5 километров
- Золото (2015 год) — лыжные гонки, спринтерская гонка классическим стилем
- Золото (2015 год) — лыжные гонки, 10 километров классическим стилем
- Серебро (2015) — биатлон, индивидуальная гонка 15 километров
- Серебро (2015) — лыжные гонки, эстафета 4х2,5 километра

Общий зачет Кубка мира
- Бронза (2012/2013) — лыжные гонки
- Серебро (2013/2014) — лыжные гонки
- Золото (2014/2015) — биатлон
- Золото (2015/2016) — биатлон
- Серебро (2015/2016) — лыжные гонки
- Золото (2017/2018) — биатлон
- Серебро (2017/2018) — лыжные гонки
- Золото (2019/2020) — биатлон
- Золото (2019/2020) — лыжные гонки

## Награды
- Орден «За заслуги перед Отечеством» IV степени (2014 год) — за большой вклад в развитие физической культуры и спорта, высокие спортивные достижения на XI Паралимпийских зимних играх 2014 года в городе Сочи[7][8]